# Phnom Krom

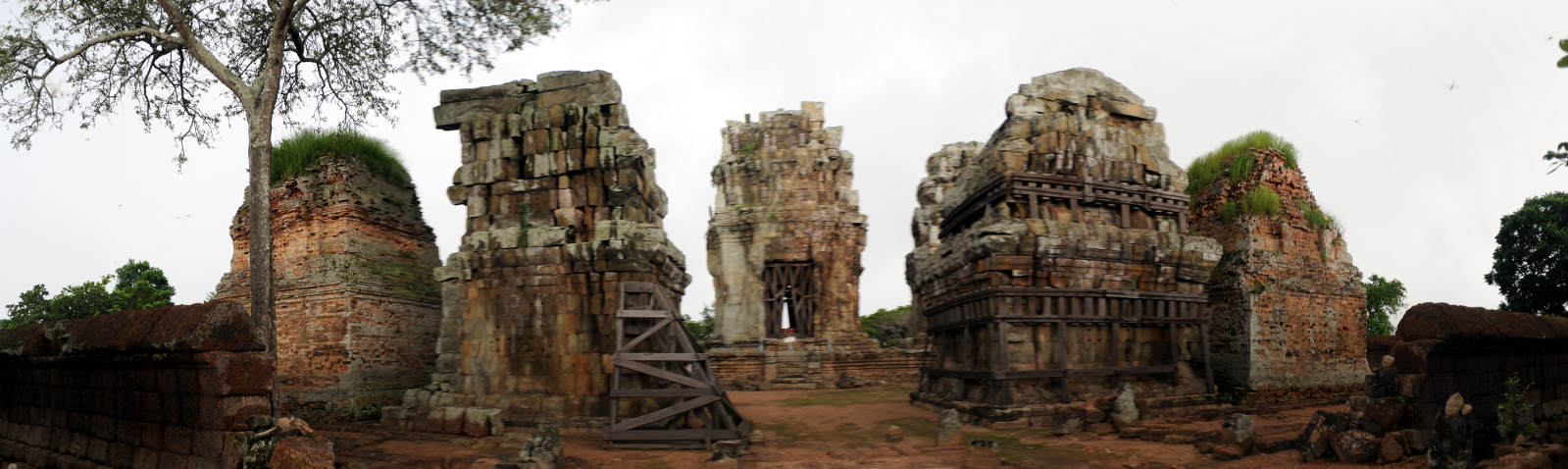
Phnom Krom

Phnom Krom ist ein 137 m hoher Hügel mit einer Tempelanlage in der Region Angkor, zirka 10 km südwestlich von Siem Reap am Tonle Sap See. Sie wurde während der Regentschaft von König Yasovarman I. errichtet und ist den Hindu Göttern Shiva, Vishnu und Brahma gewidmet.